# Rocco Chinnici
Rocco Chinnici (Misilmeri, 19 de enero de 1925 - Palermo, 29 de julio de 1983) fue un magistrado y fiscal jefe italiano antimafia.

## Biografía
Rocco se graduó en leyes y en 1952 comenzó a trabajar como magistrado en Trapani. Dos años más tarde, en 1954, es trasladado a Partanna donde ejerció como prefecto durante doce años.
En mayo de 1980 le transfieren a Palermo tras el asesinato de su predecesor Cesare Terranova a manos de la mafia siciliana y es ascendido a Jefe de Fiscalía del Palacio de Justicia. Bajo sus órdenes trabajaron Giovanni Falcone y Paolo Borsellino y, como ellos, destacó por su labor en la lucha contra las actividades de la Mafia en Sicilia. A causa de esta lucha fue asesinado el 29 de julio de 1983 mediante un coche bomba colocado por el mafioso Pino Greco.
Posteriormente los jefes Corleonesi Bernardo Provenzano y Salvatore Riina fueron acusados de ordenar su asesinato y finalmente fueron sentenciados a cadena perpetua por ello.
Fue reemplazado como jefe de fiscales por Antonino Caponnetto.